# 도카이도 신칸센 화재 사건
도카이도 신칸센 화재 사건은 2015년 6월 30일, 일본 가나가와현 오다와라시에서 발생된 도카이도 신칸센 열차 방화 사건으로 방화범과 60대 여성 승객 등 2명이 숨지고 28명이 다친 열차 방화 사건이다.
사고가 일어난 당시 도카이도 신칸센에는 1,000여명의 탑승객이 타고 있었으나 한국인 탑승객은 없는 것으로 보이며, 운행도 3시간 넘게 중지되었다. 사고 열차는 노조미 225호로 운행하고 있다.

## 같이 보기
- 대구 지하철 화재 참사
- 킹스크로스 화재
- 1995년 바쿠 지하철 화재